# Жезл Меркурія (геральдика)
Жезл Меркурія — негеральдична фігура в геральдиці і є символом римського бога Меркурія для торгівлі. Крилатий капелюх Меркурія також є атрибутом бога.
На гербі жезл розфарбований усіма геральдичними тинктурами. Якщо бог особисто зображений на гербі, то найчастіше оголений, з жезлом, капелюхом і (крилатими) сандалями і в супроводі монет (круга).
Жезл Меркурія зображений з обох сторін у вигляді крилатої палиці з двома зміями, що звиваються наколо. Цей символічний жезл отримав широке застосування за часів наполеонівської геральдики. Міста першого порядку за наполеонівським тлумаченням мали на гербі або над ним жезл Меркурія.
Інші назви — кадуцей і жезл глашатая. Подібним є посох Асклепія, зі змією, але без крил.
U+269A ⚚ STAFF OF HERMES (HTML &#9882;)

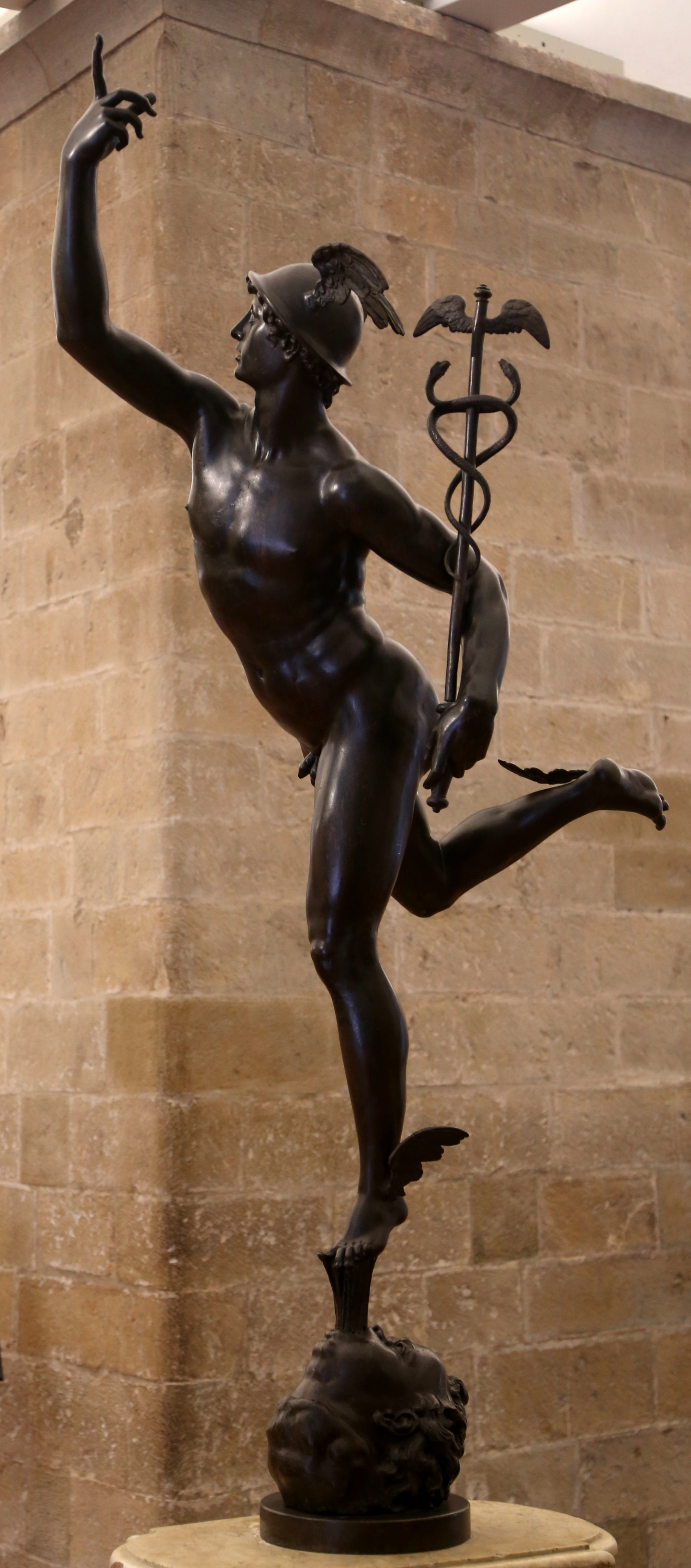
Джамболонья: Летючий Меркурій, 1578–бл. 1580 рік
Герб Харкова
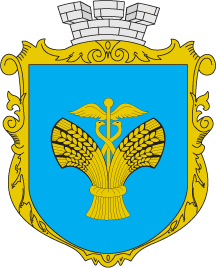
Герб Балти
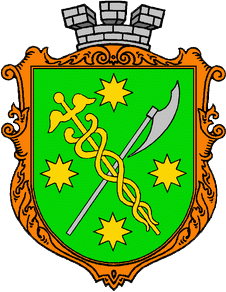
Герб Бердичева
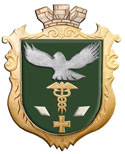
Герб Слов'янська
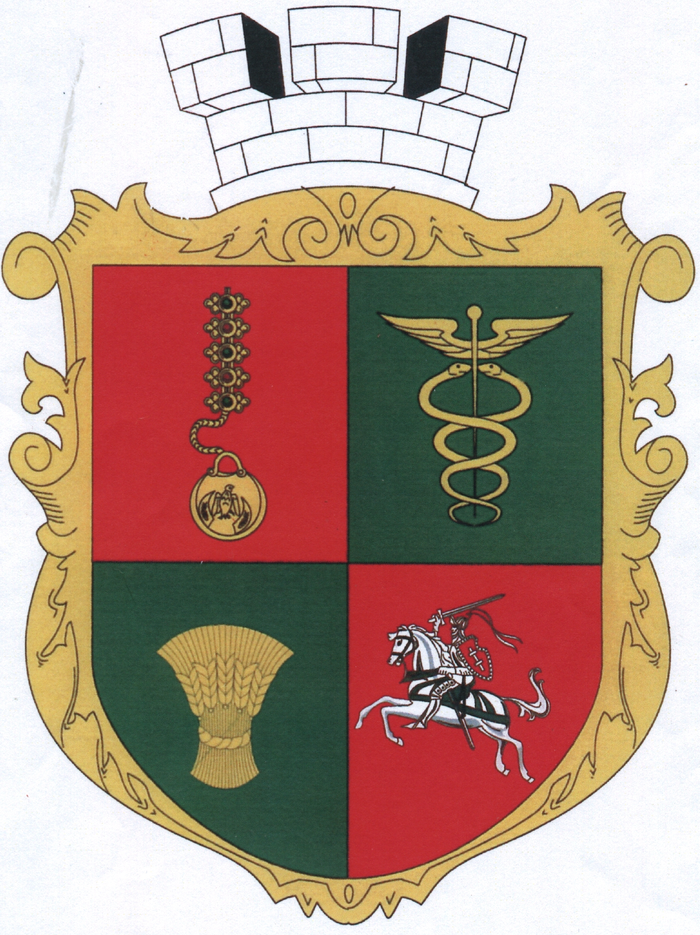
Герб Любара
Перехрещений жезл над щитом, колишній герб міста Кан
Об'єднаний муніципалітет Зюльцеталь: праворуч зубчасте колесо, наполовину вкрите загостреним крилатим жезлом Меркурія золотого кольору, нахиленим під кутом праворуч
Герб Еммельсгаузена з трьома капелюхами Меркурія
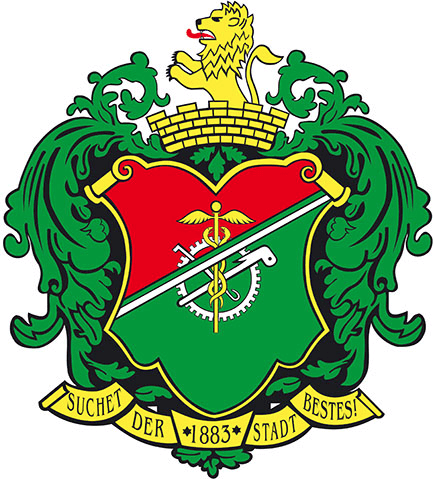
Жезл Меркурія як символ торгівлі; зубчасте колесо символізує машинобудування (Лімбах-Оберфрона)
Поєднання якоря і жезла Меркурія символізує мореплавство і торгівлю (Раудерфен)
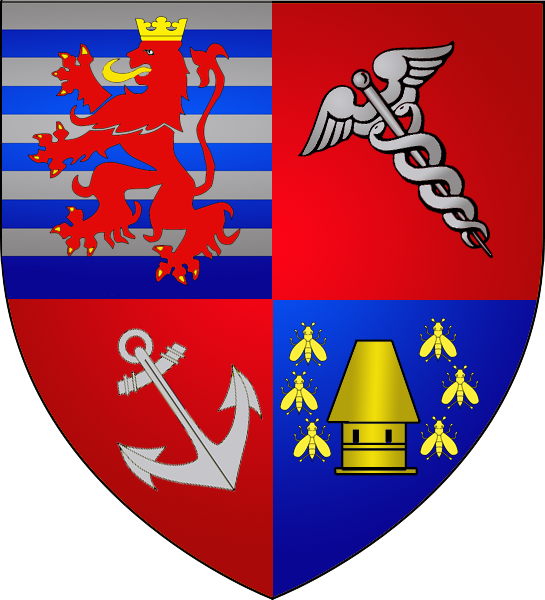
Жезл Гермеса в гербі Вільц
Державний торговельно-економічний університет